# Мургово
Му́ргово (болг. Мургово) — село в Кирджалійській області Болгарії. Входить до складу общини Кирджалі.

## Населення
За даними перепису населення 2011 року у селі проживала 301 особа.
Національний склад населення села:
| Національність   | Кількість осіб | Відсоток |
| ---------------- | -------------- | -------- |
| турки            | 296            | 98,7%    |
| болгари          | 0              | 0%       |
| цигани           | 0              | 0%       |
| інша             | 0              | 0%       |
| не визначились   | 4              | 1,3%     |
| Всього відповіли | 300            |          |

Розподіл населення за віком у 2011 році:
Динаміка населення: